# Zalesje
Zalesje (Russisch: Залесье; "over de wouden") of Opolje (Ополье; "in de velden") is een historische regio in Rusland, bestaande uit de noordelijke en westelijke delen van de oblast Vladimir, het noordoosten van de oblast Moskou en het zuiden van de oblast Jaroslavl. Het omvatte de gebieden van de middeleeuwse rijken Vladimir-Soezdal en Moerom-Rjazan en speelde als zodanig een belangrijke rol bij de vorming van de positie van de Russische staat.

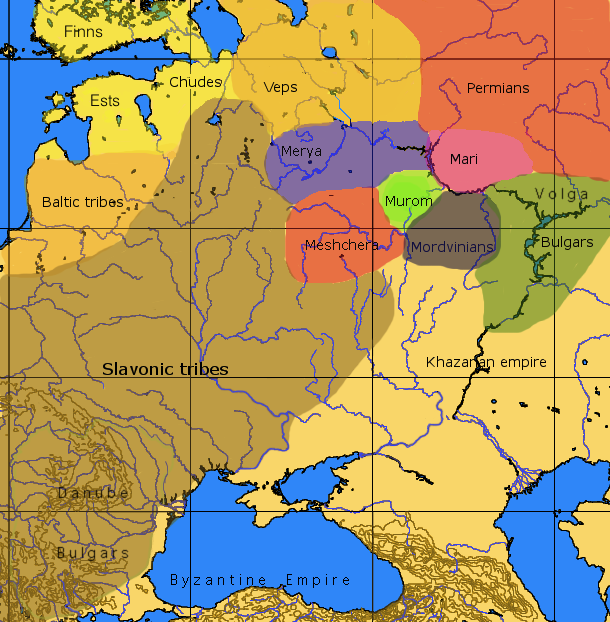

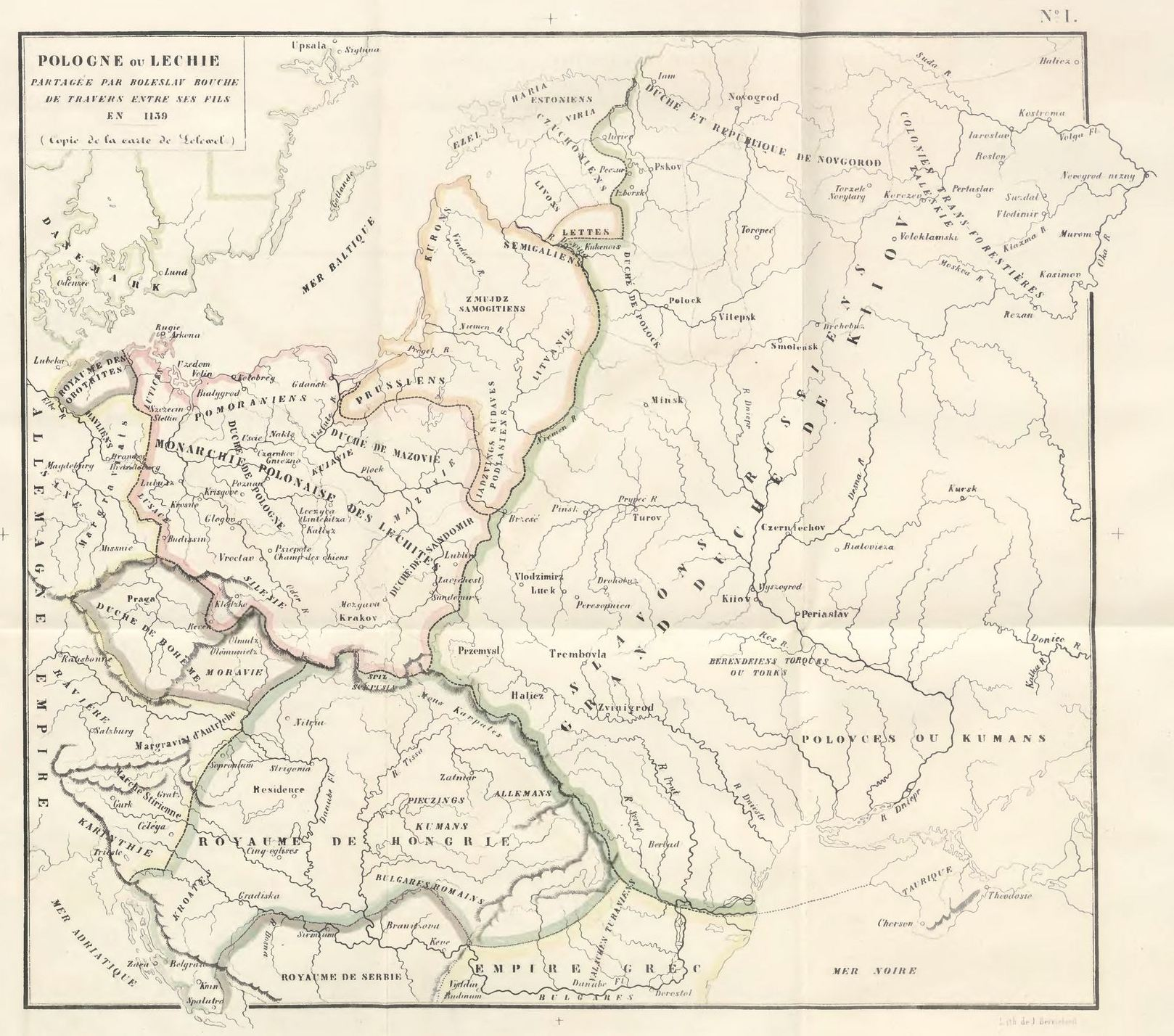
Kaart van Oost-Europa in 1139. De noordoostelijke gebieden zijn gemarkeerd als Zalesje. Geschreven door Joachim Lelevel.

De naam verwijst naar de diepe wouden, die het middeleeuwse vorstendom Rostov scheidde van de republiek Novgorod en de vorstendommen aan de Dnjepr. Voor de komst van de Oostelijke Slaven in de 9e eeuw woonden er Merja, Mesjtsjera, Moeromi's (waarschijnlijk verwant aan de Erzja en Moksja; in de regio rond Moerom) en andere mogelijk Fins-Oegrische volkeren. Met het verstrijken van de tijd vermengden deze volken zich etnisch en cultureel met de Slaven en begonnen langzamerhand de Russen te vormen.
De bevolking nam snel toe, waarop grootvorst Joeri Dolgoroeki in 1124 besloot zijn zetel te verplaatsen van Rostov in de regio Boven-Wolga naar Soezdal in Zalesje.
Soezdal was de eerste stad in het gebied. Andere belangrijke steden gesticht door Joeri Dolgoroeki waren Vladimir-Zalesski (1108), Jaropoltsj-Zalesski (1136), Ksnjatin (1136), Joerjev-Polski (1152), Pereslavl-Zalesski (1152), Starodoeb aan de Kljazma (1152) en Dmitrov (1154). De toevoegsels Zalesski ("over de wouden") en Polski ("in de velden") werden gebruikt om de nieuwe steden te onderscheiden van de naamgevende plaatsen in (het huidige) Oekraïne. Daar Dolgoroeki voortdurend overhoop lag met de machtige Soezdalse knjazen, dacht hij erover om zijn zetel van Soezdal te verplaatsen naar de nieuwe stad Pereslavl-Zalesski. Door zijn onverwachte dood ging dit niet door, maar zijn zoon Andrej Bogoljoebski liet zijn zetel echter alsnog verplaatsen; naar de jonge stad Vladimir-Zalesski. De adellijken van Soezdal en Rostov regelden echter dat Andrej werd vermoord, waarop een kortstondige oorlog over de heerschappij over Zalesje uitbrak.
Tijdens de Mongoolse invasie van Rusland werden de bossen langzamerhand gekapt en ontstonden nieuwe stedelijke centra als Moskou en Tver, waardoor het belang van Zalesje verminderde. Nieuwe steden ontstonden rond - nu beroemde - kloosters, zoals Sergiev Posad en Kizjatsj en vorstelijke residenties, zoals Aleksandrov en Radonezj.
De naam Zalezje wordt soms gebruikt om de hele regio rond de bovenloop van de Wolga en de regio ronde de benedenloop van de Kljazma aan te duiden. In deze zin staat Zalezje gelijk aan het gebied dat wordt beschreven als de Gouden Ring van Rusland.